# ستيفن دالي غرين
ستيفن دالي غرين (بالإنجليزية: Steven Green) هو عسكري أمريكي، ولد في 2 مايو 1985، وانتحر في 15 فبراير 2014 في توسان في الولايات المتحدة.